# GAZ-M72
Der GAZ-M72 (russisch ГАЗ-М72) ist ein Geländewagen des sowjetischen Herstellers Gorkowski Awtomobilny Sawod (kurz GAZ), der von 1955 bis 1958 in Serie gebaut wurde. Er kombiniert das Fahrgestell des Geländewagens GAZ-69 mit der Karosserie des GAZ-M20 Pobeda. Eine gebräuchliche Alternativbezeichnung für das Fahrzeug ist M-72, auch als GAZ-72 wird er in der Literatur bezeichnet.

## Fahrzeuggeschichte

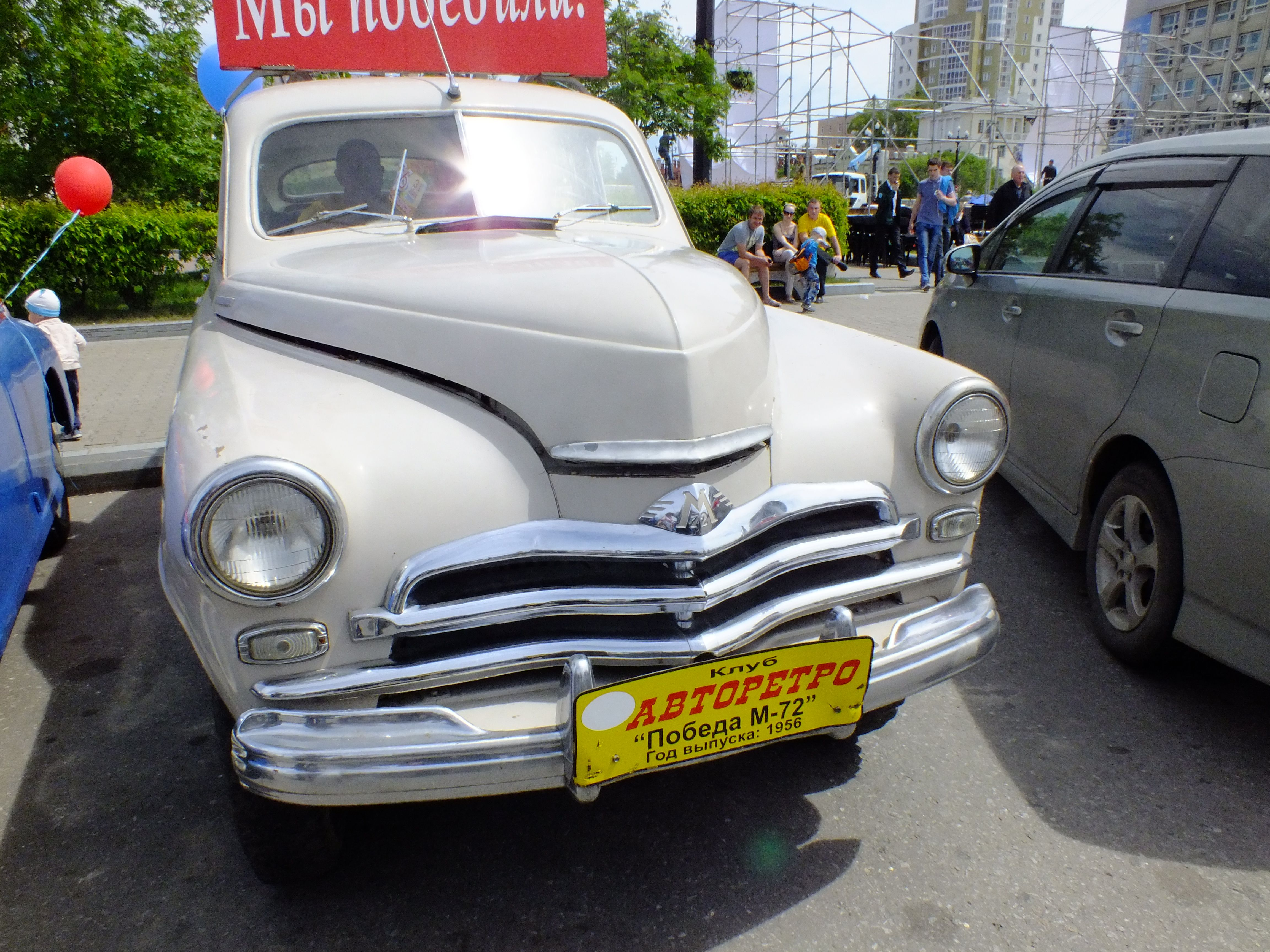
Frontansicht des gleichen Fahrzeugs (2014)

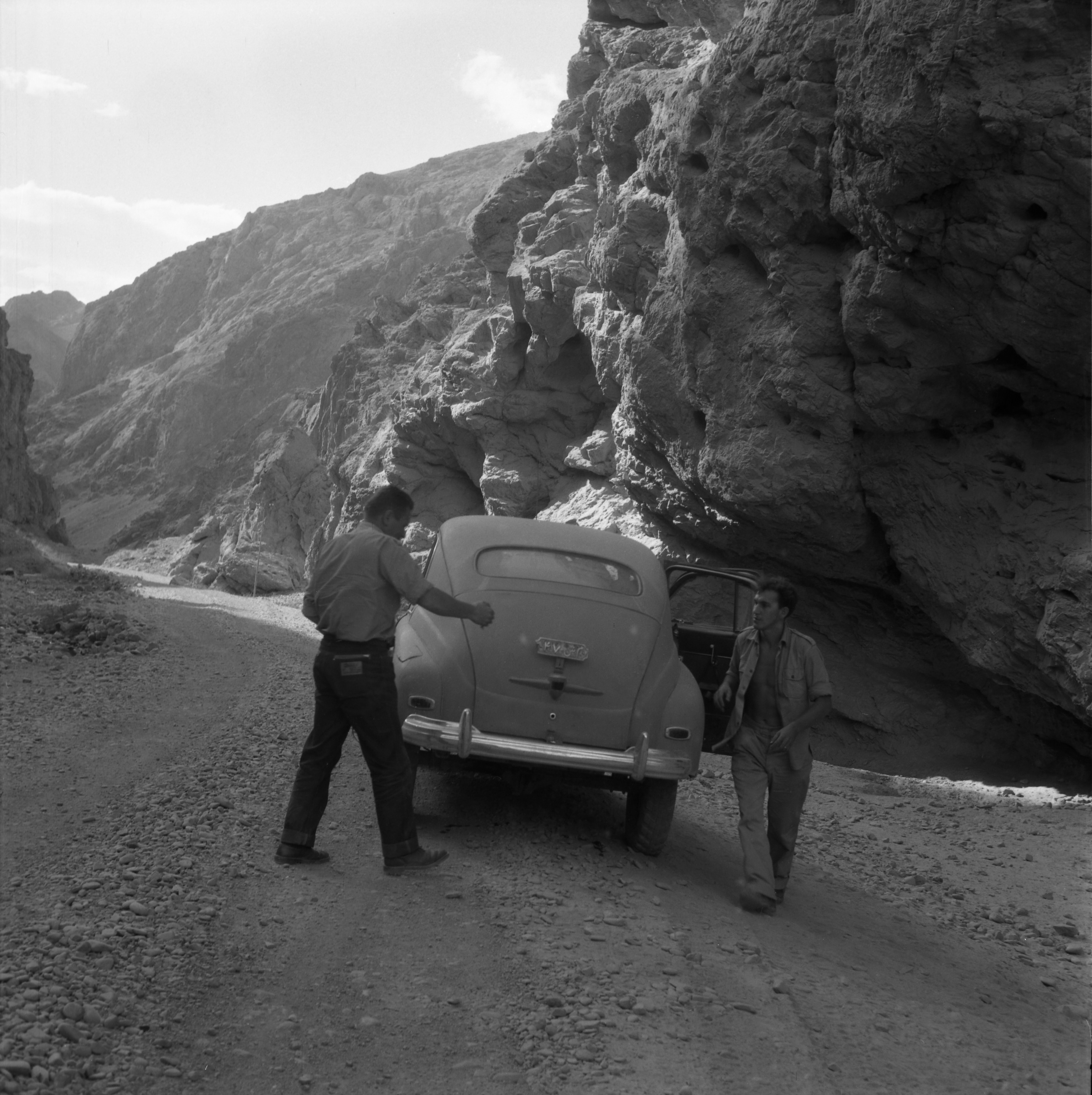
Ein GAZ-M72 auf einem Pass in Afghanistan (1961)

Personenwagen mit Allradantrieb waren in der Sowjetunion der 1940er-Jahre quasi nicht vorhanden. Erst im Zuge des Zweiten Weltkriegs gab es von der Roten Armee zunehmend Forderungen nach geländegängigen Fahrzeugen. So entstand noch im Krieg der GAZ-61, der aber nur in sehr geringen Stückzahlen gebaut wurde. Es folgten der GAZ-64 und schließlich der GAZ-69. All diese Fahrzeuge waren zwar geländegängig, boten jedoch keinerlei Komfort.
Allerdings gab es auch den Ansatz, gewöhnliche Personenwagen mit Allradantrieb auszurüsten. Kunden wurden insbesondere im Kreis der höheren Ränge im Militär gesehen. Mit dem ZIS-110 wurden in Moskau Versuche angestellt, bei denen ein Exemplar auf Allradantrieb umgerüstet wurde. Dabei nutzte man Teile des Lastwagens GAZ-63. Es blieb jedoch bei den Versuchen. Erst mit dem GAZ-M20 Pobeda wurden schließlich neue Unternehmungen gestartet, das ursprüngliche Ziel zu verwirklichen und ein geländetaugliches Fahrzeug mit normalem Pkw-Komfort zu schaffen. Dazu wurde die Karosserie des GAZ-M20 auf das Fahrgestell des Geländewagens GAZ-69 gesetzt. Anders als beim GAZ-M20 taucht die Bezeichnung Pobeda (dt.: Sieg) nicht mehr auf. In der Bevölkerung war sie trotzdem auch für dieses Automobil gebräuchlich.
Die Serienproduktion des Autos begann im September 1955, also erst neun Jahre nach der des Pobeda. Die Entwicklung hatte im Frühjahr 1954 begonnen. Im ersten Jahr wurden 1525 Stück gebaut, 1956 waren es 1151 und bis zum Produktionsende noch einmal 2001 Stück. Als die Fertigung des GAZ-M20 endete, wurde im August 1958 auch die Fertigung des GAZ-M72 nach nur drei Jahren und 4677 Exemplaren wieder eingestellt. Vom Nachfolger GAZ-M21 Wolga wurde keine Version mit Allradantrieb mehr angeboten, obwohl solche Fahrzeuge auf den russischen Dörfern dringend gebraucht worden wären. Es sollte noch fast zwei Jahrzehnte dauern, bis mit dem Lada Niva ein Auto mit Allradantrieb in der Sowjetunion auch für Privatpersonen käuflich zu erwerben war. Der GAZ-M72 dagegen ging nur an Behörden und das Militär.
Im Jahr 1956 unternahmen zwei russische Automobiljournalisten mit einem GAZ-M72 eine Testfahrt von Moskau bis nach Wladiwostok. Die Reise von 15.000 km dauerte ein halbes Jahr, das Auto überstand sie weitgehend unbeschadet.
Der Ansatz, eine gewöhnliche Pkw-Karosserie auf ein Allradfahrgestell zu setzen wurde 1957 von Moskwitsch mit dem Moskwitsch-410 noch einmal aufgegriffen. Das Fahrzeug wurde jedoch ähnlich kurz und wenig gebaut.

## Technische Daten
Für den GAZ-M72, soweit bekannt.
- Motor: Vierzylinder-Viertakt-Ottomotor
- Motortyp: GAZ-20
- Leistung: 55 PS (40 kW) bei 3600 min−1
- Hubraum: 2112 cm³
- Bohrung: 82 mm
- Hub: 100 mm
- Getriebe: mechanisches Schaltgetriebe, 3 Vorwärtsgänge + 1 Rückwärtsgang
- Untersetzungsgetriebe: zweistufig
- Höchstgeschwindigkeit: 90 km/h
- Tankinhalt: 55 l
- Treibstoffverbrauch: 14 l/100 km bei weniger als 30 km/h
- Antriebsformel: 4×4

Abmessungen und Gewichte 
- Länge: 4665 mm
- Breite: 1695 mm
- Höhe: 1790 mm
- Radstand: 2712 mm
- Bodenfreiheit: 210 mm
- Spurweite vorne: 1335 mm
- Spurweite hinten: 1388 mm
- Reifengröße: 6,50-16"
- Leergewicht: 1615 kg
- zulässiges Gesamtgewicht: 2040 kg
- maximal befahrbare Steigung: 30°